# Alberto Amman
Conte Alberto Amman (Monza, 6 febbraio 1847 – Erba, 11 luglio 1896) è stato un imprenditore e nobile italiano.
La sua notorietà è legata alla realizzazione del Cotonificio modello Amman a Pordenone e all'aver fondato l'Associazione Cotoniera Italiana.

## Biografia
Appartenente ad una agiata famiglia austriaca originaria del Vorarlberg, nacque nel 1847, figlio primogenito di Franz Xaver e sua moglie Rosa Weinzierl, giunti in Italia intorno agli anni 20 del XIX secolo. Un altro fratello Edoardo, sarebbe nato nel 1851. Grazie al supporto economico del padre, divenne un industriale tessile. Nel 1888 con soci sia italiani che svizzeri fondò alcune società anonime come il Cotonificio della Valle Seriana (con stabilimenti a Casnigo, Cene e Gazzaniga) e il Cotonificio Bergamasco con stabilimenti a Ponte Nossa e a Albino. Grazie a lui nacque l'Associazione Cotoniera Italiana. Collaborò alla creazione della Banca industriale e commerciale, il primo istituto di credito mobiliare nazionale avvenuta nel 1871, partecipando alla sua fondazione. Divenne conte grazie a Umberto I, con R.D. motu proprio del 24 febbraio 1887.
Con il socio Emilio Wepfer, nel 1875 impiantò a Pordenone il cotonificio denominato dapprima "Amman & Wepfer". L'opificio fu dotato dei più moderni impianti meccanici. Nel 1888 la ditta, dopo avere creato un'altra azienda a Fiume Veneto di Pordenone (1885), sfruttò l'acqua che un tempo era stata fonte di energia per il maglio della Vallona, trasmettendo allo stabilimento l'energia elettrica ottenuta. Nel 1893 la medesima ditta, che in seguito alla prematura scomparsa di Wepfer prenderà il nome di "Amman & C.", creò il lago artificiale detto "la Burida", che consentì, grazie a una caduta d'acqua di nove metri, di ottenere energia elettrica per gli stabilimenti tessili di Borgomeduna e di Fiume Veneto. Nella seduta del 29 ottobre 1884, il Consiglio comunale di Pordenone conferì ad Alberto Amman la cittadinanza pordenonese. 
Sposò l'8 ottobre 1873 Lucia Bressi, nata nel 1857 a Vienna da madre austriaca e morta a Firenze il 15 aprile 1894. Dalla coppia nacquero Francesca (Fanny) il 22 gennaio 1880, e Luisa, dopo il matrimonio nota come marchesa Luisa Casati Stampa, il 23 gennaio 1881.
Muore nel 1896 e viene tumulato nella zona detta Necropoli del Cimitero Monumentale di Milano, in edicola familiare.